# František Sokol
František Sokol (Tišnov, 5 de fevereiro de 1939 — 11 de outubro de 2011) foi um jogador de voleibol da República Tcheca que competiu pela Tchecoslováquia nos Jogos Olímpicos de 1968.
Em 1968, ele fez parte da equipe tchecoslovaca que conquistou a medalha de bronze no torneio olímpico, no qual participou de oito partidas.